# Kinugasa Teinosuke

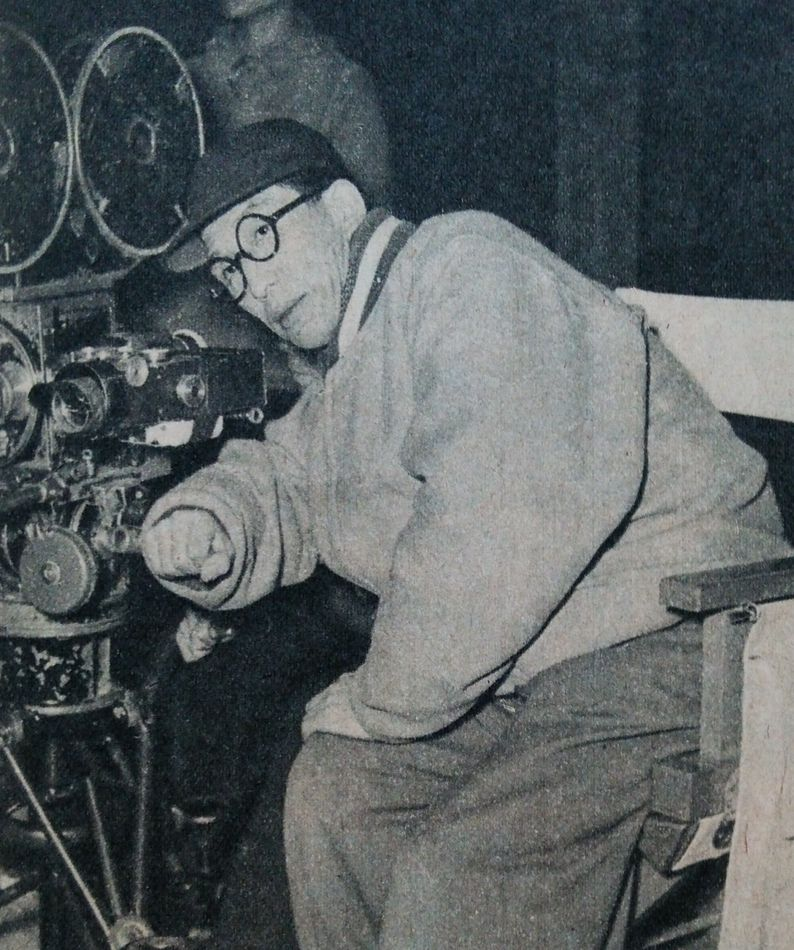
Kinugasa Teinosuke

Kinugasa Teinosuke (japanisch 衣笠 貞之助; * 1. Januar 1896 in Kameyama (Präfektur Mie); † 26. Februar 1982 in Kyōto) war ein japanischer Filmregisseur. Er war zunächst berühmt als einer der großen Pioniere des japanischen Films, später dann für seine groß ausgestatteten spektakulären Filme. Er gilt als stilistischer Wegbereiter für Akira Kurosawa und andere.

## Leben und Wirken
Kinugasa begann als Darsteller von Onnagata (女形), also von Frauendarstellungen, in verschiedenen Shimpa-Theatergruppen. Er setzte seine Laufbahn als Onnagata fort ab 1917 bei der Nikkatsu-Filmgesellschaft. Dort stellte er aber in den nächsten Jahren fest, dass an Stelle von Onnagata nun besser Schauspielerinnen treten sollten.
Er wandte sich, nun nicht mehr als Darsteller, anderen Aspekten des Films zu. Er schrieb 1920 sein erstes Drehbuch und hatte 1922 sein Regiedebüt. Zu seinen bekanntesten frühen Filmen gehört der 1926 entstandene Stummfilm „Kurutta Ippēji“, etwa „Eine Seite von Verrücktheit“, der gemeinsam mit seinem Film „Jūjiro“ („Kreuzweg“; 1928) zu den wenigen noch erhaltenen japanischen Filmen der 1920er Jahre gehört. Kinugasa selbst fand den zuvor als verschollen geltenden Film 1971 in seinem Haus. In expressiven Bildfolgen und ohne Zwischentitel schildert Kinugasa die subjektive Wahrnehmung der Insassen eines Irrenhauses und die dort spielende Geschichte.
Nach Ende des Pazifikkriegs 1945 produzierte er groß ausgestattete Filme und auch einige Wiederaufnahmen früherer Filme. Sein Film „Das Höllentor“ („Jigokumon“') aus dem Jahre 1953 wurde mit dem Grand Prix bei den Filmfestspielen von Cannes 1954 ausgezeichnet und erhielt bei der Oscarverleihung 1955 u. a. den Ehrenpreis für den besten fremdsprachigen Film. 1958 gewann „Shirasagi“ (白鷺), „Der weiße Reiher“ einen Spezialpreis in Cannes.